# Maria Strandlund
Maria Strandlund-Tomsvik (* 17. August 1969) ist eine ehemalige schwedische Tennisspielerin.

## Karriere
Sie erreichte bei Grand-Slam-Turnieren dreimal die dritte Runde im Einzel sowie 11-mal die zweite Runde in Doppelwettbewerben und stand 1993 im Viertelfinale des gemischten Doppels bei den Wimbledon Championships.
Sie spielte von 1988 bis 2000 Mitglied für das schwedische Fed-Cup-Team (ihre Bilanz: 13 Siege, 20 Niederlagen) und war später dessen Teamchefin.

## Turniersieg

### Doppel
| Nr. | Datum            | Turnier | Kategorie   | Belag           | Partnerin       | Finalgegnerinnen                  | Ergebnis |
| --- | ---------------- | ------- | ----------- | --------------- | --------------- | --------------------------------- | -------- |
| 1.  | 30. Oktober 1994 | Essen   | WTA Tier II | Teppich (Halle) | Maria Lindström | Jewgenija Manjukowa Leila Mes’chi | 6:2, 6:1 |